# البث الإذاعي والتلفزي الجزائري
البث الإذاعي والتلفزي الجزائري (TDA) هي المؤسسة الوطنية الجزائرية المسؤولة عن تسيير أجهزة الإرسال الجزائرية وبث البرامج الإذاعية والتلفزيونية في الجزائر. الإذاعة الجزائرية عضو نشط في العديد من المنظمات، منها: اتحاد الإذاعات العربية، اتحاد الإذاعات الأفريقية [الإنجليزية]، اتحاد الاذاعات الأوروبية، واتحاد الاذاعات الإسلامية.

## نبذة تاريخية
يفصل المرسوم رقم 86-147 المؤرخ في 1 يوليو 1986، الأنشطة التي تديرها الإذاعة والتلفزيون الجزائري (RTA) إلى 4 هيئات مستقلة: المؤسسة العمومية للبث الاذاعي والتلفزي (TDA)، والمؤسسة الوطنية للإذاعة الصوتية (ENRS)، والمؤسسة الوطنية للإنتاج السمعي البصري (ENPA) والمؤسسة الوطنية للتلفزيون (ENTV).